# Baco Noir

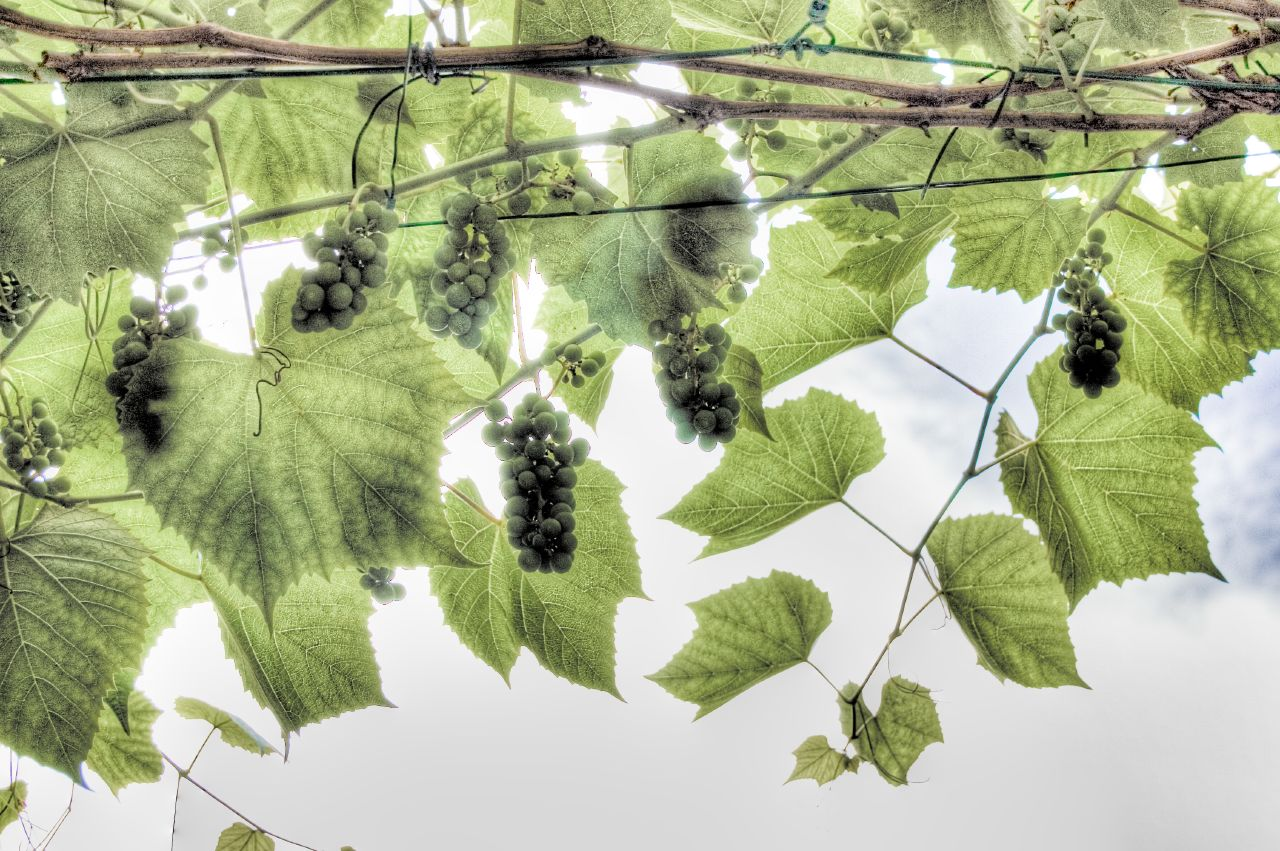
Odrůda révy Baco Noir

Baco Noir (lidový název Bago) je interspecifická odrůda révy (též hybridní odrůda, mezidruhové křížení, PiWi odrůda), určená k výrobě červených vín, která byla vyšlechtěna ve Francii roku 1902 kříženec odrůd Folle Blanche (Vitis vinifera) a Riparia Grand Glabre (Vitis riparia).

## Popis
Réva odrůdy Baco Noir je jednodomá dřevitá pnoucí liána, dorůstající v kultuře až několika metrů. Kmen tloušťky až několik centimetrů je pokryt světlou borkou, která se loupe v pruzích. Úponky umožňují této rostlině pnout se po tvrdých předmětech. Keř je bujného až velmi bujného růstu.
Listy jsou velké, tří- až pětilaločné s mělkými horními výkroji, čepel listu je oboustranně hladká. Řapíkový výřez je lyrovitý, otevřený, řapík listu je delší, drsný, zelený.
Oboupohlavní pětičetné květy v hroznovitých květenstvích jsou žlutozelené, samosprašné. Plodem jsou malé, kulaté, velmi slabě ojíněné bobule tmavomodré barvy s jemnější, ale pevnou slupkou, s dužinou sladkou a šťavnatou, s jemnými herbálními tóny. Hrozny se často nechávají na keři přezrát, aby dužina ztratila travnatou příchuť. Slupka i dužina obsahuje velké množství barviv. Hrozny jsou menší až středně velké (102 g), středně husté, válcovité.

## Původ a rozšíření
Baco Noir je moštová odrůda révy, používaná kdysi též jako podnož, interspecifický kříženec odrůd Folle Blanche (Vitis vinifera) a Riparia Grand Glabre (Vitis riparia), vyšlechtěný roku 1902 ve Francii šlechtitelem jménem François Baco. Patří k tzv. přímoplodným hybridům první generace. Odrůda nese geny Vitis vinifera (50 %) a Vitis riparia (50 %). 
Odrůda byla ve Francii velmi rozšířená, v Burgundsku, v údolí Rhony a v údolí Loiry se stala populární a v první polovině 20. století se pěstovala až na 11.000 hektarech, ale poté, co Evropská unie zakázala roku 1958 pěstování hybridů za účelem produkce jakostních vín, byla většina vinic vyklučena a zůstala zde pouze na několika stovkách hektarů, často ve společných výsadbách s jinými odrůdami. Dekretem z 18. 4. 2008 byla sice opět zařazena mezi odrůdy, z nichž smějí být vyráběna jakostní vína, neboť nese vyšší podíl genů Vitis vinifera, ale roku 1999 byla ve Francii pěstována již na pouhých 5,87 hektarech.
Dnes je pěstována především v chladnějších regionech USA, ve státech New York (roku 2000 na 240 ha), Michigan, Mississippi, Wisconsin, New Hampshire a Pennsylvania, ale také v Kanadě (Britská Kolumbie, Ontario, roku 1991 na 71 ha) a na malých plochách ve Švýcarsku (roku 2007 na 1,1 ha).
V České republice je odrůda stále poměrně dost rozšířená, ale většinou už jen na pergolách k zastínění, ne k produkci hroznů za účelem výroby vína. Není zapsána do Státní odrůdové knihy České republiky a není ani odrůdou povolenou k výrobě zemských vín.
Do našich dějin vstoupila odrůda roku 2003, při referendu recesistické Svobodné spolkové republiky Kraví hora o přistoupení k Evropské unii. Hlasovací lístek byl označen otiskem palce, namočeným do vína z odrůdy „Bago“. Většinou hlasů bylo rozhodnuto o přistoupení státu k EU, budou-li je chtít.

## Název
Název dostala odrůda po svém šlechtiteli, kterým je François Baco. Synonymum Bago vzniklo nejspíše zkomolením jeho jména. Přídomek „noir“, v překladu z francouzštiny „černý“, označuje nejen barvu hroznů, ale obecně i odrůdu, určenou k výrobě červených vín.
Další, lokálně používaná synonyma odrůdy Baco Noir jsou : 24-23 Baco, Baco 1, Baco N°1, Bacoi, Bago (Česká republika), Bakon, Bako Speiskii, Bakův modrý (Česká republika).
François Baco, francouzský šlechtitel, je autorem mnoha hybridních odrůd, z nichž nejznámější je právě Baco 1, která se stále užívá jako barvířka a pro výrobu růžových vín, a pak odrůda Baco Blanc, (Baco 22A) (Folle Blanche (Vitis vinifera) x Noah (v ČR též Charvát (bílý, bobule snadno opadává))), která se stále pěstuje ve Francii pro výrobu destilátů. Další jeho odrůdy se tolik neprosadily.
Odrůda Baco Noir není příbuzná a její název nijak nesouvisí s autochtonní odrůdou původu Vitis vinifera s názvem Baga, pěstovanou v Portugalsku, převážně ve vinařském regionu Beiras, roku 1999 na 6.730 hektarech.

## Pěstování
Raná, výnosná a odolná moštová odrůda raší i kvete raně, dozrává koncem srpna až začátkem září. Pro rané rašení odrůdu silně ohrožují pozdní jarní mrazy. Réva vyzrává a mrazu odolává velmi dobře. Odrůda je rezistentní vůči houbovým chorobám, jen za nepříznivého podzimu dochází někdy k praskání bobulí a k jejich hnití.
Na stanoviště i půdu není odrůda příliš náročná, snese i půdy sušší a vápenité. Je odolná proti výkyvům teplot. Hodí se pro většinu vedení, snáší i krátký řez. Odrůda se často vysazovala jako pravokořenná, lépe tak roste, nicméně je pouze tolerantní k révokazu. Vhodné by byly podnože SO-4, 125 AA, Cr 2. Plodnost odrůdy je střední až vyšší, výnosy dává 6-12 t/ha při cukernatosti 19-22 °NM a aciditě 9-12 g/l.

## Víno

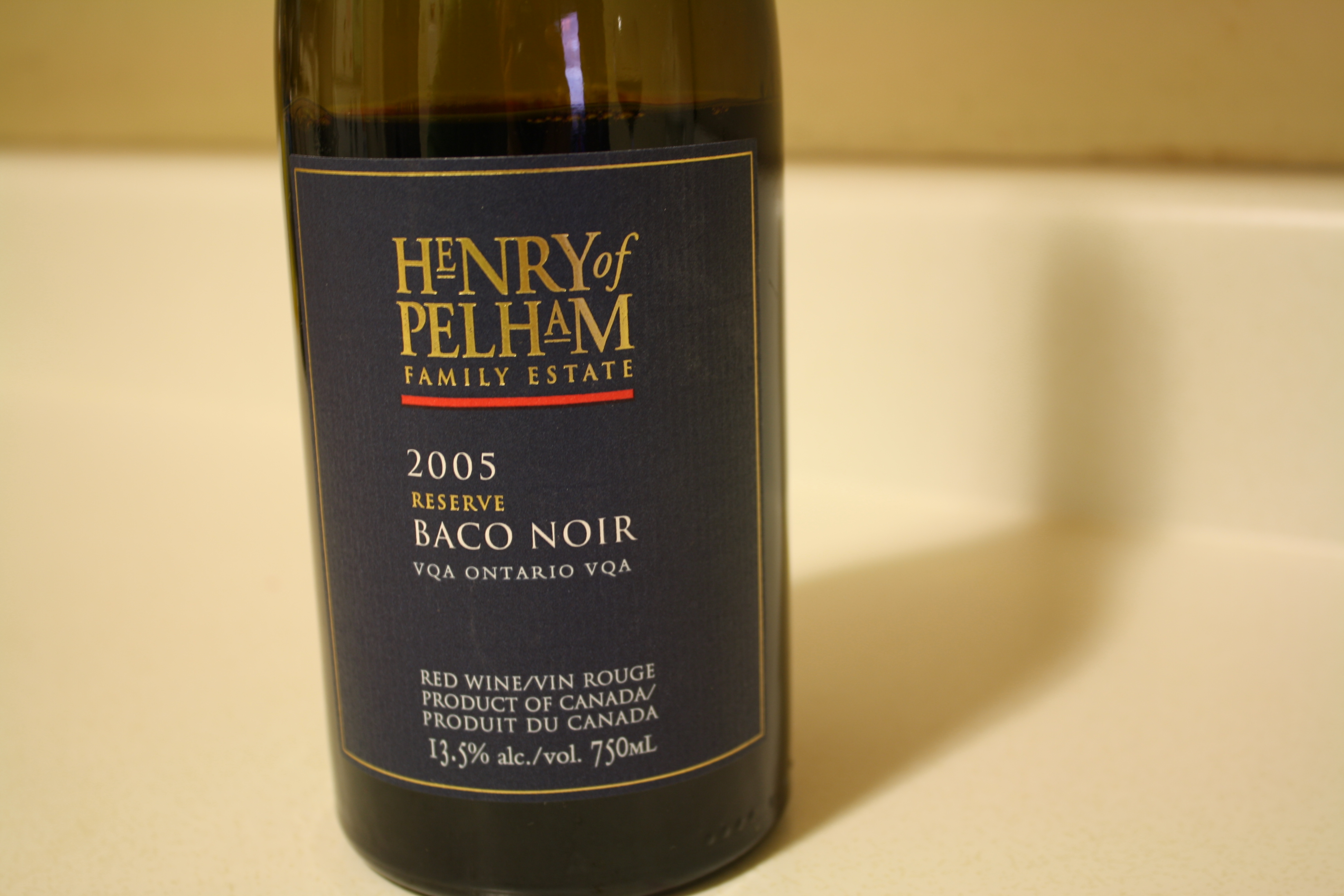
Odrůdové víno z kanadské provincie Ontario

Ve Francii jsou typická odrůdová vína mírně nahořklá, jemně odrůdově kořenitá, intenzívně rubínově červeně zbarvená a bohatá na obsah alkoholu. Jsou zde považována za nejvýše průměrná a používají se k scelování s méně barevnými víny (u nás to byl Modrý Portugal). V USA dává odrůda temně červená, tělnatá, příjemně ovocitá a plná vína s vysokou aciditou, s vyšším obsahem alkoholu a s jemnou hořčinkou. Odrůdová rosé jsou zde obecně považována za kvalitnější než červená vína. Za nejlepšího výrobce odrůdových vín je považován Švýcar Philippe Girardet (Girardet Wine Cellars ) z Umpqua Valley v Oregonu.

### Multimédia
- Ing. Radek Sotolář : Multimediální atlas podnožových, moštových a stolních odrůd révy, Mendelova zemědělská a lesnická universita Brno, zahradnická fakulta v Lednici
- Martin Šimek : Encyklopédie všemožnejch odrůd révy vinné z celýho světa s přihlédnutím k těm, co již ouplně vymizely, 2008-2012